# Вадјовце
Вадјовце (слч. Vaďovce) је насељено мјесто са административним статусом сеоске општине (слч. obec) у округу Ново Место на Ваху, у Тренчинском крају, Словачка Република.

## Становништво
| Година:    | 1994. | 2004.   | 2014.    | 2024.   |
| ---------- | ----- | ------- | -------- | ------- |
| Број људи: | 687   | 686     | 758      | 743     |
| Разлика:   |       | -0,14 % | +10,49 % | -1,97 % |

| Година:    | 2023. | 2024.   |
| ---------- | ----- | ------- |
| Број људи: | 721   | 743     |
| Разлика:   |       | +3,05 % |

Према подацима о броју становника из 2024. године насеље је имало 743 становника.